# А утрините тук са тихи (филм, 1972)
„А утрините тук са тихи“ (на руски: А зори здесь тихие) е съветски двусериен игрален филм, заснет през 1972 г. по едноименния разказ на писателя Борис Василиев и режисиран от Станислав Ростоцки. Епизод 1 – „Във втори ешелон“; Епизод 2 – „Локална битка“.

## Сюжет
Основните събития във филма се развиват през 1942 г. в Карелия по време на Втората съветско-финландска война.
Две отделения от зенитен взвод са разположени на железопътен коловоз в тила на съветските войски. Командирът на отряда, сержант Федот Васков (Андрей Мратинов), бивш разузнавач и ветеран от Първата съветско-финландска война, е недоволен от поведението на войниците (по-специално от пиянството и влечението към противоположния пол). При него е изпратен контингент от жени доброволки, които не пият алкохол, много от които току-що са завършили училище. Докато е в самоволно отсъствие, едно от момичетата, командирът на отделение Рита Осянина (Ирина Шевчук), открива двама немски саботьори в гората. Връщайки се на мястото на взвода, тя докладва това на сержанта, който, след като докладва на началниците си, получава заповеди да неутрализира враговете.
Сержант Федот Васков, войниците Женя Комелкова (Олга Остроумова), Рита Осянина, Лиза Бричкина (Елена Драпеко), Галя Четвертак (Екатерина Маркова) и Соня Гурвич (Ирина Долганова) тръгват да прехванат германците, чиято възможна цел е Кировската железница. Те устройват засада, но от гората излизат не двама, а шестнадесет диверсанти. Отрядът на Васков влиза в неравна битка с германците. Подкрепления не пристигат – Лиза, която Васков изпраща при своите, се дави в блато. Момичетата умират едно след друго, въпреки че сержантът се опитва да ги предпази, доколкото е възможно. Само Васков остава жив. Ранен и почти невъоръжен, той взема в плен останалите диверсанти заедно с командира им. След демобилизацията Васков осиновява Игор, сина на Рита Осянина.
Тридесет години по-късно Федот Васков и осиновеният му син Игор, който става офицер от ракетните войски, поставят паметна плоча на мястото, където са загинали жените зенитчици. Младите туристи, почиващи наблизо, виждайки Васков и Игор отдалеч, шеговито ги наричат „призраци“. Но когато туристите се приближават до Федот и Игор, те веднага разбират всичко и свеждат глави в памет на загиналите жени зенитчици, а една туристка коленичи пред паметната плоча.

## Перонажи
| Актьор            | Роля           |
| ----------------- | -------------- |
| Андрей Мартинов   | Федот Васков   |
| Ирина Долганова   | Соня Гурвич    |
| Елена Драпеко     | Лиза Бричкина  |
| Екатерина Маркова | Галя Четвертак |
| Олга Остроумова   | Женя Комелкова |